# ジェネレーションX (マーベル・コミック)
ジェネレーションXは、マーベル・コミックのスーパーヒーローチームで、1990年代のX-メンの若年チームである。作者のスコット・ロブデルと画家のクリス・バチャロによって創られ、初出は1994年11月の「ジェネレーションX」#1。
ジェネレーションXは、ティーンエイジャーのミュータント達から構成されたチームで、シリーズと同じ名のデモグラフィックのシニシズムと複雑さを反映している。前身となるチーム「ニューミュータンツ」と違い、このチームはプロフェッサーX（チャールズ・エグゼビア）によってニューヨーク北部にある「恵まれし子らの学園」で指導されている訳ではなく、X-メンのひとり、バンシー（ショーン・キャシディ）とかつてのヴィラン、ホワイト・クイーンことエマ・フロストによって、マサチューセッツ州西部にある分校で指導を受けていた。
ジェネレーションXは最初の数年は最もユニークで歓迎されたX-メン関連タイトルだったが、オリジナルクリエイターが1997年に去っていってからは迷走し、2001年には打ち切られた。

## チーム
「ティーンエイジのミュータントで構成されたスーパーヒーローチーム」という存在は、1994年の段階でもまったく目新しいものではなかった。そもそもオリジナルのX-メンが1960年代のティーンエイジャーによるチームであったし、1983年から1991年にかけてはまた別のティーンエイジャーのチーム、ニューミュータンツが存在していた。
作者はX-メン関連の他タイトルや他のコミックにありがちな、ウルヴァリン的なキャラ（反抗的な一匹狼）、サイクロップス的なキャラ（ストイックなリーダー）、コロッサス的なキャラ（心優しい力持ち）、その他、というメンバー構成を意図的に避けている。特にニューミュータンツにしばしば向けられる「キャラクターがステレオタイプである」という批判を、故意に民族的なステレオタイプを正反対にしたキャラクター（例えばアジア系の少女はクラスの問題児、ラテン系のギャングメンバーがナイスガイなど）を作り出す事で避けている。

### メンバー
ハスク / ペイジ・ガスリー
ニューミュータンツのメンバー、キャノンボールの妹。皮膚を脱ぎ捨てる（ばりっと剥く：ハスクする）度に自分の肉体を鉄やダイヤモンドなどの異なる物質に変える。
スキン / アンジェロ・エスピノーサ
ラテン系。かつてロサンジェルスの路上でストリート・ギャングをしており、6フィートもの余分な皮膚を持っている。彼は自分の意のままに皮膚をのばす事が出来るが、酷い頭痛を引き起こすこの変異は「殆ど呪いに近い」と考えている。
M / モネ・サンクロワ
「完璧な」若い女性。モナコの裕福な家庭に生まれた。飛行能力と超人的な力、テレパシー能力を持つ。彼女の尊大な態度は彼女のチームメイトを頭痛の種で、重度のトランス体質は教師たちにとっても不可解な物だった。サンクロワの家族にまつわる謎がシリーズの大きな部分を占めていた。
ジュビリー / ジュビレーション・リー
中国系アメリカ人。手のひらに色とりどりのスパークや爆発性のエネルギーを生成する事が出来る。1990年代初期のX-メンの年少メンバーであった。
チェンバー / ジョナサン・スターズモア
イギリス人。愛称はジョノ。胸部に生体原子炉を持ち、胸に空いた穴から常にエネルギーの炎が立ち上っている。彼の変異が最初に発揮された時、そのエネルギーが自らの顔の下半分と胸部を吹き飛ばし、傍らにいたガールフレンドをも傷つけてしまった。この爆発で下あごが失われたことで彼のコミュニケーション能力は限定的なテレパシー能力に頼ることとなり、飲んだり食べたり呼吸したりする必要もなくなった。自らの変化とガールフレンドを障害者にしてしまったという負い目が原因で彼は不機嫌で辛辣な性格になった。しかしその潜在能力はすばらしく、ほとんど戦闘経験のない状態でもバイオブラストの全開放射によって百戦錬磨のヴィラン、オメガレッドを吹き飛ばしたほどである。趣味はエレキギターの演奏。
シンク / エベレット・トーマス
アフリカ系アメリカ人。近くにいるミュータントやスーパーヒューマンの能力とシンクロしてそれをコピーする能力を持つ。能力を発揮している時は虹色のオーラに覆われる。優等生でチームリーダーを任されることが多い。
ペナンス
正体不明の女性ミュータント。ダイアモンド並みに硬い真紅の皮膚とカミソリのように鋭いツメを持つ。言葉を発することはなく、他人とのコミュニケーションを嫌っているが、チェンバーだけにはなついている。
ペナンスが学園に不思議な登場をしたところからこのシリーズは開幕し、最初は彼女についてほとんど何も知られていなかった。ジェネレーションXのアシュカン（発売前に頒布される小冊子）によると作者たちは当初彼女をユーゴスラビア出身のイベット(Yvette)という名の少女にしようとしていた。これに関するヒントはエマ・フロストが彼女の心を読んだ時に見る事が出来、ペナンスの記憶の中には行進する東欧の戦車が現れている。ただしこのバックグラウンドは、後にストーリーを引き継いだ作者チームによって変更（というか抹消）された。
モンド
楽天家のサモア人。手で触った物体のテクスチャーを取り込む事が出来る（例えば樹木に触れれば木の、自然石に触れれば石の性質を肉体が帯びる）。
「ジェネレーションX」25号（1997年）でバスチオンによって殺害されているが、それは彼のクローンであり、本当のモンドは2年後に再登場した。

### 教師
歳若いジェネレーションXを教育するための教師たち。後に教師としてアデリーン・フロストが加わった。また、ミュータント能力の訓練のため、さまざまなX-メンのメンバーが講師として訪れる。
バンシー/ショーン・キャシディ
アイルランド人。インターポール・NYPDに在籍していた経験豊富な秘密工作員であり、ジェネレーションXチームの行動隊長にして彼らの教師である。超音波の叫びを放って物体を粉砕し、超音波振動による飛行能力も有する。Xメンの古株。
エマ・フロスト ／ホワイト・クイーン
マサチューセッツ学園の校長。元はX-メンの仇敵、ヘルファイアクラブの幹部。プロフェッサーXやジーン・グレイに次ぐ優秀なテレパスである。

## 主な敵
エンプレート
他のミュータントの骨髄をすする吸血鬼のようなミュータント。両方の掌に牙のある口を持ち、常に短躯の運転手D.O.A.が付き従う。
ファランクスとキャメロン・ホッジ
ファランクスは、異星から来た機械生命ウォーロックが保有していたウイルスを人間に感染させて創り出された群体的な機械生命体（エクストラテレストリアル・コレクティブ・インテリジェンス／地球外集合的知能）。
キャメロン･ホッジは狂信的な反ミュータント主義者。元はエンジェルのルームメイトで、自らの正体を巧みに隠して暗躍した。ファランクスと同化してミュータントを襲う。
バスチオンとセンチネル・プライム
「オペレーション・ゼロ・トレランス」の黒幕。
センチネル・プライムは従来の巨人型センチネルの改良型で、人間を改造してミュータント・ハンター・ロボットとしたもの。
ブラックトム・キャシディ
かつてはジャガーノートとコンビを組んでいたX-メンの仇敵。バンシーの従兄弟。セカンド・ミューテーションによって植物を操る能力を身につけた。
トード
X－キューショナー（X-Cutioner、本名Carl Denti）
反ミュータント主義者。元FBI捜査官だが、ミュータントの殺人鬼に狙われているという強迫観念に取りつかれ、シャイア帝国などに由来するエイリアン・テクノロジーと地球の最先端技術を駆使した装備でミュータントを狩りたてるようになった。
オメガレッド
相手の生命力を奪うデス･ファクターと両手のカーボナディウム・コイルを武器とする超人兵士。X-メン（特にウルヴァリン）の仇敵。
ライジング・サンズ
マドリプールの若年ヴィランチーム。リーダーはドラゴンウィング（腕や羽根など、自分の身体の一部を竜に変える）。他にナイトウィンド（ダーク・フォース・マテリアルで形成した黒い日本刀を使う女忍者）、ジェット・ブラック（パワードスーツに変形するオートバイを駆るサイボーグ）、タフ・ラブ（銃弾も通さない頑強な肉体と怪力を持つ巨漢）、スポイル・スポート（ドラゴンウィングの妹で、重力を無視して垂直の壁でも走れるインラインスケートを履いている）、ザ・サイン（全身に魔力を持つ刺青を彫った魔術師）。
ナニーとオーファン・メーカー
ジーン・ネイション
「エイジ・オブ・アポカリプス」世界の生き残りであるダーク・ビーストに改造された人造ミュータント。
ベゼル(vessel)、ヘミングウェイ、イッター(wytter)、オブシディアン・ザ・ダーク、フィーバー・ピッチ、インテグラ、アイアン・メイデン
リングマスターとサーカス・オブ・クライム

## シリーズ

### デビュー
ジェネレーションXのほとんどのメンバーは1994年夏に、全てのX-メンタイトルで実施されたクロスオーバー、「ファランクス・カビナント」サーガでデビューした。
ファランクスは多くのミュータントを自らのマトリックスに吸収しようとして、幾人もの若いミュータントを捕獲した。ほぼ全てのXチームと彼ら自身の活躍、そして若きテレポーターブリンクの自己犠牲によって彼らは解放され、ファランクスの脅威は撃退された。
同年9月に「Generation X」#1が刊行され、エマ・フロストが校長を勤めるマサチューセッツ学園でチームが結成された。また同時に彼等の最大の敵であるエンプレートも初登場した。
シリーズが続くにつれて、バチャロの癖のある複雑なアートワークとロブデルのリアルなティーンエイジのキャラクターに対して、読者の好みが別れるようになったものの、シリーズはすぐに最も人気のあるXタイトルの1つとなった。

### サンクロワ兄妹の謎
1997年にロブデルとバチャロがシリーズを離れ、ラリー・ハマとテリー・ドッドソンが後を継いだ。彼らは、M／ペナンス／エンプレートについての背景と謎を明らかにした。
Mとは一人の人間ではなく、実はモネ・サンクロワの双子の妹達（クローデットとニコル。一人は自閉症で、それがトランス状態の理由らしい）が融合した姿であり、エンプレートは彼女等の兄であったこと。またエンプレートは黒魔術の実験によって地獄の辺土(strange limbo)に捕われており、そこから脱出する為にミュータントの骨髄を必要としていたこと、ペナンスこそがモネ・サンクロワ本人でありエンプレートの呪文によって姿を変えられていた事が明らかになった。
これらは超現実的で神秘的な叙事詩となった「Generation X」35-40号 (1997-1998)で明かされており、この展開はほとんどのファンの反感を買うこととなった（ロブデルの元々の計画によれば、双子は巻き込むが、本物のモネのくだりはそこに含まれていなかった）。
この展開は、双子が分離し、本物のモネ・サンクロワ（元ペナンス）がMの役割を引き継いで終わったが、ファンのリアクションは良くならず、タイトルの売り上げは急降下を始めた。

### カウンターX
ハマの後任になったジェイ・ファーバーはシリーズの行方を修正しようとし、「Generation X」50号（1999年）で、学園に非ミュータントの学生を入学させ、もう一人の教師としてエマ・フロストの妹であるエイドリアン・フロストを迎えた。だがこれは（白人と有色人種の対立と同様な）ミュータント／非ミュータントの深刻な対立関係をストーリーに持ち込むこととなり、ストーリーに暗鬱な底流をもたらすこととなった。
2000年になると、暗く皮肉を含んだ作風で知られる作者ウォーレン・エリスが幾つかのXタイトル（ジェネレーションX、Xフォース、X-マン）を新しいイメージで売り出そうという＜カウンターX＞戦略の一部として、ジェネレーションXを改造する為に雇われた。エリスはブライアン・ウッドが実際の脚本を書く上での雑用をこなす一方で（後に唯一のライターとなった。）プロットマスターとして活動した。この＜カウンターX＞によるテコ入れに対するファンの反応は良好であった。
これは主として、エリスとウッドがティーンエイジャーである登場人物たちをありきたりな方法に頼らずに取り扱った事に起因している。

### 打ち切り
しかし2001年初頭、マーベル・コミックのチーフエディタージョー・ケサーダは、ジェネレーションXを他のXタイトルと共に打ち切り、多くのミュータントたちを余剰人員とした。また、X-メンのライターだったグラント・モリソンは、X-メン本隊に新しい血としてティーンエイジのミュータントを加えたいと考えた。そのため「ジェネレーションX」75号で悲劇的な展開とともにチームは解散し、マサチューセッツ学園は閉鎖された。

## シリーズ終了後
「ジェネレーションX」タイトルの終了後、チェンバーとハスクは短期間だがX-メンのチームに所属し、M、ジュビリー、スキンもアンキャニィ・X-メンに登場した。しかし2003年、スキンはミュータントに憎しみを持つグループによって殺害された（恥ずべき事にチャック・オースティンは彼の墓石に間違った名前を記した）。

### チェンバー
チェンバーはブライアン・K・ヴォーンがライターをつとめた4号からなるミニシリーズを持った。
その後、ウルヴァリンによる「指導」の一環として彼は、ウェポンX計画に潜入してその実態を掴むというミッションに参加した。この頃、チェンバーは自分の顔と身体のほとんどをウェポンX計画によって修復され、それはチェンバーが彼等に加わる要因となった。ローガンと'Neverland'について連絡を取ろうとしていた時、彼はウェポンXの残党と共に姿を消した。
その後、チェンバーは「ランナウェイズ」シリーズのエクセルシア支援グループの参加者として再登場した。彼の口と胸は（おそらくはバーでの戦闘によって）再び破壊されていた。しかしチェンバーには飲食する為の口が存在しないにもかかわらず「only there for the free pizza」と主張していた。これにより、彼は本物ではなく、チェンバーの振りをしている誰かである事が（他のエクセルシアにではなく読者に対して）明かされている。
『ジェネレーションM』と題されたミニシリーズが2005年11月に始まった。これは、スカーレット・ウィッチが自身のミュータントパワー（ヘックスパワー）を使って多くのミュータントからその能力を奪った「ハウス・オブ・M」事件の余波に焦点が当てられている。最初の号ではチェンバーがその能力を失い、顔と胸部のほとんどを失い、生命維持装置につながれている事が明かされた。また次の号ではジュビリーが能力を失った事が明かされた。
チェンバーは「ニューエクスカリバー」9号（2006年9月）にロンドン病院の患者として現れ、ハートレイと呼ばれる医者に対して、Mデイで彼の力が使い果たされる前に、スーパーノヴァに突入したことでふたたび顔と胸が破壊された経緯を詳しく話した。そこにピート・ウィズダムが割って入り、チェンバーに対してエクスカリバーからの援助を申し出た。しかしピートがタバコを吸う為に二人から離れると、ハートレイはチェンバーを誘拐した。
その後チェンバーは、自分が完全に回復したものの、治療の副作用として自分の外見がアポカリプスのよう（灰色の肌と赤い眼、口角が高く上がった青い唇）になっている事に気付いた。チェンバーはリミテッドシリーズ「X-Men:Apocalypse vs.Dracula」に登場したアポカリプスの崇拝者クラン・アッカバ（Clan Akkaba）の虜囚になっていたのだ。ハートレイ（本名はフレデリック・スレイド）とチェンバーの曾祖父ジョン・スタースモアは元々のクラン・アッカバのたった二人だけの生き残りだったのである。
ハートレイ／スレイドはチェンバーに対し、自分たちがアポカリプスの末裔であり、アポカリプスの血液がチェンバーを治したこと、しかし彼には何の力も残っていないと話した。チェンバーはそんなことには係わりたくないといい、自分を解放するように要求した。
開放されたチェンバーはエクスカリバーのチームに出会い、彼等の援助は不要であること、またX－メンとは係わりたくないということをはっきりと告げた。
その後、エクスカリバー・チームがクラン･アッカバの遺棄された本部を調査した結果、チェンバーは騙されており、彼にはまだ能力が残っている事が判明した。（このストーリーの結末は未解決である。）

### M
Mは、X-ファクター調査会社の従業員として働いている。

### ジュビリー
ジュビリーはロバート・カークマンがライターをつとめる彼女自身のシリーズを（短期間ながら）持った。このシリーズは継続を意図されていたが、マーベル・コミックはこれを遡ってミニシリーズと位置づけ直し、6号で打ち切った。
ジュビリーは未だに能力を失ったままだが、「ウルヴァリン：オリジン」に登場した。彼女がこのタイトルで今後活躍するのかは不明だが、マーベルのチーフエディター・ジョー・ケサーダは彼女の未来は明るいとしている。

### ペナンス
コミック情報誌「ウィザード」誌181号のプレビューによれば、ペナンスは別のティーン・ヒーローチーム「ランナウェイズ」のスピンオフ・タイトル「ロナーズ」の一員に加わるようである。ペナンスは「ロナーズ」2号の最終ページに登場し、3号でチームに加わり、ホロウと改名させられた。

## テレビ映画
1996年2月、フォックス・ネットワークはマーベル・エンターテイメントが製作したテレビ映画「ジェネレーションX」を放映した。
この映画では、バンシーとエマ・フロストが「恵まれし子らの学園」の校長として、M、スキン、モンド、ジュビリーに加え、バフとレフラックスという二人の新キャラクターを生徒として登場させた。
チェンバーとハスクは彼等の能力を表現するような特殊効果が（予算の都合上）使えないため、登場させられなかった。
敵役は、サイキックパワーを増幅させる機械を使うマッドサイエンティストであった。
この低予算の映画は失敗に終わり、このシリーズを「Xファイル」と同じ夜に放送する計画（フォックスはXナイトと呼ぶつもりだった。）は破棄された。

### キャスト
- アマリリス・サボン - M／モネ・サンクロワ
- ヘザー・マコーム - ジュビリー／ジュビレーション・リー
- バンパー・ロビンソン - モンド
- アウグスティン・ロドリゲス - スキン／アンジェロ・エスピノーサ
- スザンヌ・デイビス - バフ／アーリー・ヒックス（ハスクの代わりに創られたキャラクター。怪力の持ち主）
- ランドール・スレイビン - レフラックス／カート・パストリアス（チェンバーの代わりに創られたキャラクター。X線の眼を持つ）
- フィノラ・ヒューズ - エマ・フロスト/ホワイト・クイーン
- ジェレミー・ラッチフォード - バンシー／ショーン・キャシディ
- マット・フルーワー - ラッセル・トレッシュ（映画の為の新キャラクター。マッドサイエンティスト）

### スタッフ
- ジャック・ショルダー - 監督

## 書誌情報

### タイトルの一覧
- ジェネレーションX　コレクターズ・プレビュー（Generation X Collector's Preview、1994年10月、マーベル・コミック)
- ジェネレーションX　マイナス1号、1-75号（Generation X、1997年7月、1994年12月 - 2001年6月、マーベル・コミック)
- ジェネレーションX　アニュアル 1995年 - 1997年、1999年号（Generation X Annual、1995年9月 - 1999年11月、マーベル・コミック）
- ジェネレーションX／ドラキュラ　アニュアル 1998年（Generation X / Dracula Annual、1998年10月、マーベル・コミック)
- ジェネレーションX　1/2（Generation X 1/2、1998年7月、マーベル・コミック & ウィザードマガジン)：コミック情報誌「ウィザード」の付録小冊子
- ジェネレーションX　サンディエゴ・コミコン　1/2（Generation X San Diego Comic Con 1/2、1994年7月、マーベル・コミック、オーバーストリート)
- ジェネレーションX　ホリデイ・スペシャル（Generation X Holiday Special、1998年2月、マーベル・コミック)：クリスマス恒例の増刊号
- ジェネレーションX　アンダーグラウンド・スペシャル（Generation X Underground Special、1998年5月、マーベル・コミック)

### クロスオーバー
- GEN13／ジェネレーションX（Gen¹³/Generation X、1997年7月、イメージ・コミック) ：イメージコミックスのティーン･ヒーローチームであるGen¹³とのクロスオーバー。
- ジェネレーションX／GEN13（Generation X/Gen¹³、1997年12月、マーベル・コミック) ：Gen¹³との2度目のクロスオーバー。
- マーベル・チームアップ　ジェネレーションX（Marvel Team-Up Generation X、1997年9月、マーベル・コミック) ： スパイダーマンとの共闘。

### コレクションズ
- オリジン・オブ・ジェネレーションX（The Origin of Generation X、1999年、マーベル・コミック)：「ファランクス・カビナント」での初登場をまとめたもの。

### 小説
- ジェネレーションX（Generation X、1997年、Berkley) 著：スコット・ロブデル、エリオット・マギン、画：Tom Grummett、Doug Hazlewood (ISBN 1-57297-223-8)
- ジェネレーションX：クロスロード（Generation X: Crossroads、1998年、Berkley) 著：J・スティーブン・ヨーク(J. Steven York) (ISBN 0-425-16631-7)
- ジェネレーションX：ジェノゴシス（Generation X: Genogoths、2000年、Berkley) 著：J・スティーブン・ヨーク、画：マーク・バッキンガム(Mark Buckingham) (ISBN 0-425-17143-4)